# Fuscideaceae
Fuscideaceae is een botanische naam voor een familie van korstmossen behorend tot de orde Umbilicariales. Het typegeslacht is Fuscidea.

## Geslachten
De familie bestaat uit de volgende zeven geslachten:
- Albemarlea
- Fuscidea
- Hueidia
- Lettauia
- Maronea
- Orphniospora
- Ropalospora